# 磨盘山 (拉萨)
磨盘山，藏语称“巴玛日”（Pongwari），是位于西藏自治区拉萨市城关区的一座山。

## 简介
磨盘山位于布达拉宫以西约500米处，是一座小山岗。小山顶部平似磨盘，所以汉语称为“磨盘山”，藏语称“巴玛日”。
传统上，拉萨的三座山代表了拉萨的三怙主：药王山（Chokpori）是金刚手菩萨的灵山（bla-ri），磨盘山（Pongwari）是文殊菩萨的灵山，红山（Marpori）即布达拉宫所在的山是观世音菩萨的灵山。
磨盘山上有拉萨关帝庙，由清朝将军福康安于1792年（藏历第十三绕迥之水鼠年）兴建，是全西藏为数不多的关帝庙之一。